# Beaufort (Savoie)
Beaufort település Franciaországban, Savoie megyében. Lakosainak száma 1994 fő (2022. január 1.). Beaufort Aime-la-Plagne, La Bâthie, Bourg Saint Maurice, Cevins, Les Chapelles, Hauteluce, La Léchère, Queige, Tours-en-Savoie, Villard-sur-Doron, Les Contamines-Montjoie és La Plagne Tarentaise községekkel határos.

## Népesség
A település népességének változása:
| Lakosok száma | 2142 | 2088 | 2154 | 2040 | 2051 | 2034 | 2024 | 2009 | 1994 |
|               | 2013 | 2015 | 2016 | 2017 | 2018 | 2019 | 2020 | 2021 | 2022 |